# Benjamin d'Aoust
Pour les articles homonymes, voir d'Aoust.
Benjamin d'Aoust, né le 10 avril 1979 à Bruxelles (province de Brabant), est un réalisateur et scénariste belge.

## Biographie
Benjamin d'Aoust naît le 10 avril 1979 1979 à Bruxelles,. Il suit des études de journalisme puis d'analyse et d'écriture de scénario à l'Université libre de Bruxelles. Touche à tout, il participe à de nombreux projets cinématographiques et télévisuels en tant que scénariste, assistant réalisateur, monteur…
En parallèle, il collabore à un webzine francophone en tant que critique de cinéma et anime un atelier de montage audiovisuel.
En 2006, il réalise son premier court métrage : Mur. En 2011, son second court métrage: Point de fuite se voit décerner le prix du court métrage au Festival international du film policier de Liège.
Son premier long métrage est un documentaire : La Nuit qu'on suppose, film récompensé par le Magritte du meilleur long-métrage documentaire en 2014.

## Œuvres

### Filmographie
Sauf indication contraire, les informations mentionnées dans cette section peuvent être confirmées par les bases de données cinématographiques IMDb et Allociné,  présentes dans la section « Liens externes ».

#### Courts métrages
- 2006 : Mur[3]
- 2010 : Point de fuite[4]

#### Longs métrages
- 2013 : La Nuit qu'on suppose[5], documentaire.

#### Télévision
- 2015 : Co-scénariste de La Trêve[6], série télévisée pour la RTBF.
- 2022 : Des Gens Bien[7], série en 6 épisodes RTBF - Arte.

### Albums de bande dessinée
- Shrimp
- 1. Le Grand Large[8],[9], Dargaud, Paris, 2 mars 2012
Scénario : Benjamin d'Aoust, Matthieu Donck - Dessin et couleurs : Mathieu Burniat -  (ISBN 9782205069389)
- 2. La Couleur de l’éternité[10],[11], Dargaud, Paris, 5 octobre 2012
Scénario : Benjamin d'Aoust, Matthieu Donck - Dessin et couleurs : Mathieu Burniat -  (ISBN 9782205070460)

## Distinctions

### Récompenses
- 2007 : RTBF Award au Festival de Bruxelles pour Mur[12] ;
- 2011 : prix du court métrage au Festival international du film policier de Liège pour Point de fuite ;
- 2014 : Magritte du meilleur long-métrage documentaire pour La Nuit qu'on suppose[12] ;
- 2015 : Python Papou, prix du documentaire au Festival international du film de Ouidah pour La Nuit qu'on suppose.

### Nominations
- 2013 : sélectionné au FIFF

#### Livres
: document utilisé comme source pour la rédaction de cet article.
- Thierry Bellefroid et Jean-Marie Derscheid, « D’Aoust Benjamin - Scénariste — Réalisateur », dans 77 auteurs de bande dessinée en Wallonie et à Bruxelles, Bruxelles, Wallonie-Bruxelles International, 2017, 128 p., ill. ; 26 cm (ISBN 2-930071-83-4, lire en ligne), p. 37. .